# Herstmonceux
Herstmonceux est un village du sud est de l'Angleterre, dans le comté du Sussex de l'Est, dans le district de Wealden.

## Histoire
Il a abrité dans un château du XVe siècle et ses dépendances l’ancien Observatoire royal de Greenwich (Royal Greenwich Observatory ou RGO) construit à 70 km au S-SE de Greenwich près d'Hailsham dans l'East Sussex pour éloigner les astronomes de la pollution lumineuse qui commençait déjà à gêner l'observation astronomique.
Le célèbre observatoire astronomique a été déménagé, mais le site reste consacré à la Recherche.
C'est au-dessus de cette région qu'a été étudié l'impact sur le climat des trainées d'avions se transformant en nuage, permettant de montrer que les vols de nuit, notamment en hiver étaient beaucoup plus contributeurs au réchauffement planétaire que les vols de jour à cause de leurs traînées de condensation (contrails en anglais).